# Convenção de Gramido

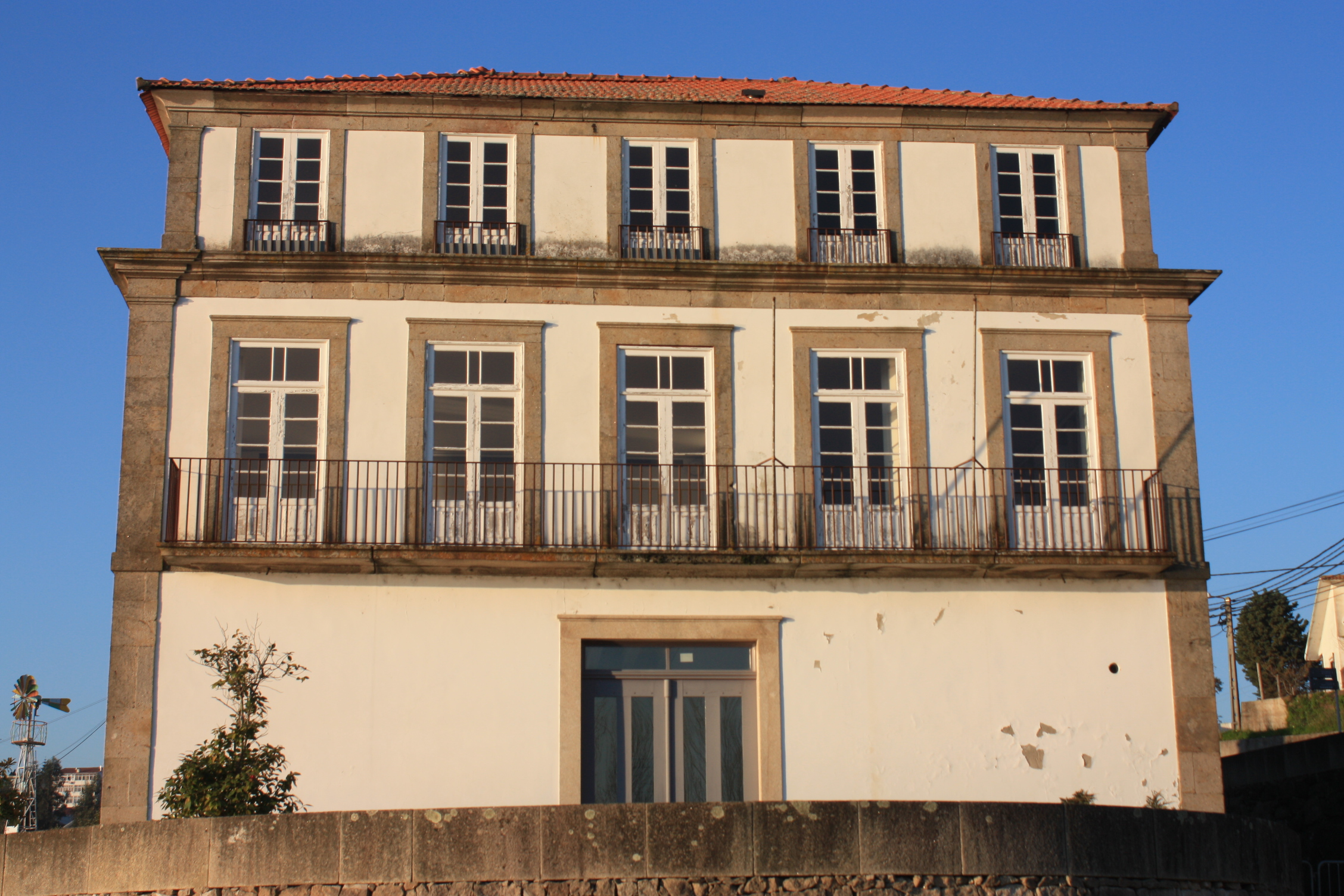
Casa Branca de Gramido, local onde foi assinada a Convenção.

A Convenção de Gramido, foi um acordo assinado a 29 de junho de 1847, na Casa Branca do lugar de Gramido, em Valbom, Gondomar, com o objectivo de pôr fim à insurreição da Patuleia. A Convenção foi assinada entre os comandantes das forças militares espanholas e britânicas que tinham entrado em Portugal ao abrigo da Quádrupla Aliança de 1834 e os representantes da Junta Provisória do Supremo Governo do Reino, a Junta do Porto, e selou a derrota dos setembristas frente aos cartistas na guerra civil que assolava Portugal desde outubro de 1846.

## O contexto
Ao abrigo da Quadrupla Aliança, protocolo assinado em 1834 entre Portugal, Espanha, França e Grã-Bretanha, a 21 de maio de 1847, foi assinado em Londres um protocolo fixando as condições da intervenção estrangeira em Portugal. Tropas espanholas entrariam em Portugal e a Marinha Real Britânica ocuparia os principais canais de acesso fluvial e marítimo a Portugal.
O poderio militar combinado das forças espanholas e britânicas e das forças afetas ao governo da rainha D. Maria II rapidamente suplantou as forças revoltosas. A situação militar forçou a realização em junho de 1847 de uma série de reuniões entre os chefes militares visando chegar a um acordo que pusesse termo à guerra civil que já se arrastava há mais de 8 meses, desde outubro do ano anterior.
Nas reuniões finais, realizadas em Gramido, estavam presentes o general César de Vasconcelos e o Marquês de Loulé, como representantes da Junta do Porto, o general Manuel Gutiérrez de la Concha y Yrigoyen e o coronel Senén Buenaga Gazmury, como representantes de Espanha, o coronel William Wylde, em representação da Grã-Bretanha, e Jean Léon Castets de Nujac, em representação da França. 
O acordo resultante foi assinada em Gramido, na Casa Branca, a 29 de junho de 1847, ficando conhecido como a Convenção de Gramido. O texto terá sido redigida por António Augusto Teixeira de Vasconcelos.
Em resultado da Convenção, no dia 30 de junho de 1847 o exército expedicionário espanhol entrava no Porto, seguido dos militares fiéis à Rainha, comandados pelo Marechal Saldanha. A Junta do Porto foi dissolvida. Acabava a Patuleia e os seus oito meses de guerra civil.

## O conteúdo da Convenção
A Convenção de Gramido tem o seguinte articulado:
Tenente General D. Manoel de la Concha, Conde de Cancellada, e o Coronel Buenaga como representantes da Espanha, o Coronel W. Wylde como representante da Grã-Bretanha, o Marquês de Loulé, par do reino, e o General César de Vasconcelos, como representantes da Junta Provisória, reunidos em Gramido com o fim de concertar as necessárias medidas para dar pacífico cumprimento às resoluções das Potências Aliadas, concordaram em que a cidade do Porto se submeteria à obediência do Governo de Sua Majestade Fidelíssima [a Rainha de Portugal] com as condições estabelecidas nos 8 artigos que vão escritos no fim da acta.
(…)
- Artigo 1.º — O fiel, e exacto cumprimento dos 4 artigos da mediação incluídos no Protocolo de 21 de Maio deste ano é garantido pelos Governos Aliados.
- Artigo 2. º— As tropas de Sua Majestade Católica [a rainha de Espanha] exclusivamente ocuparão desde o dia 30 de Junho a cidade do Porto, Vila Nova de Gaia, e todos os fortes, e redutos de um e outro lado do rio enquanto a tranquilidade não estiver completamente estabelecida sem receio de que possa ser alterada pela sua ausência, ficando na Cidade do Porto uma forte guarnição das forças Aliadas enquanto estas se conservarem em Portugal. No mesmo tempo o Castelo da Foz será ocupado por forças inglesas, e no Douro estacionarão alguns vasos de Guerra das potências Aliadas.
- Artigo 3.º — A época da entrada das tropas Portuguesas na Cidade do Porto será marcada pelas potências Aliadas.
- Artigo 4.º — A propriedade e segurança dos habitantes da Cidade do Porto, e de todos os Portugueses em geral, ficam confiados à honra, protecção e garantia das potências Aliadas.
- Artigo 5.º — As forças do exército de Sua Majestade Católica receberão as armas dos corpos de linha e voluntários que obedecem à Junta entregando-se guia ou passaporte gratuito às pessoas que tiverem de sair do Porto para as terras da sua residência, e dando-se baixa aos soldados de linha que tiverem completado o tempo de serviço, e aos que se alistaram durante esta luta para servirem só até à sua conclusão.
- Artigo 6.º — O Exército da Junta será tratado com todas as honras da guerra sendo conservadas aos oficiais as espadas e cavalos de propriedade sua.
- Artigo 7.º — Conceder-se-ão passaportes a qualquer pessoa, que deseje sair do Reino podendo voltar a ele quando lhe convenha.
- Artigo 8.º — As três potências Aliadas empregarão os seus esforços para com o Governo de Sua Majestade Fidelíssima a fim de melhorar a condição dos oficiais do antigo exército realista
- — (…) — Gramido, 29 de Junho de 1847.

## As consequências
A guerra civil, que tanto assustara a rainha D. Maria II, terminava assim e, apesar do discurso pacificador que manteve, a rainha ficou deveras ressentida com os vencidos, aos quais nem sempre mostrou a clemência que se poderia esperar, sendo nisso acompanhada pelos principais líderes vencedores.
Em resultado dessa atitude, em breve resultaram perseguições sobre os vencidos, as quais criaram um novo clima de instabilidade que inevitavelmente conduziria a nova revolta, que estalaria em 1851, e que ficaria conhecida por Regeneração.